# العلاقات الأوروغوانية البرازيلية
تشمل العلاقات الأوروغوانية البرازيلية العديد من العلاقات المعقدة على مدى ثلاثة قرون بين جمهورية البرازيل الاتحادية وجمهورية الأوروغواي الشرقية، أي بدءًا من عام 1680 مع إنشاء كولونيا ديل ساكرامنتو حتى يومنا هذا. يتجاور البلدان في القارة الأمريكية الجنوبية، ويشتركان في علاقات سياسية واقتصادية وثقافية وثيقة. انبثقت خصوصية العلاقة الثنائية بين البلدين من علاقة تاريخية قوية، وتميزت بأحداث مهمة مثل تأسيس كولونيا ديل ساكرامنتو في عام 1680، وغزو البرازيل للباندا الشرقية في عام 1815 وما تلاها من إنشاء مقاطعة سيزبلاتين، واستقلال أوروغواي عن البرازيل في عام 1828. حُدِّدت العلاقة الثنائية بشكل أكبر من خلال الحرب الأهلية الأوروغوانية (1839-1851) وحرب الباراغواي (1864-1870).
طغت السياسة الداخلية على العلاقات بين أواخر القرن التاسع عشر وأواخر القرن العشرين، وأدت إلى فترة من التباعد بين البلدين. بدأ التوقيع على معاهدة أسونسيون في عام 1991 فترة من العلاقات السياسية والاقتصادية والثقافية الوثيقة. تُعرّف الحكومة البرازيلية أوروغواي اليوم بأنها حليف استراتيجي، وتضع العلاقات الثنائية أولوية في السياسة الخارجية. قوبل هذا بالمثل من قبل العاصمة مونتفيدو. أيدت أوروغواي عرض البرازيل في الحصول على مقعد دائم في مجلس الأمن التابع للأمم المتحدة.

## التاريخ

### الاستعمار
وصل الإسبان إلى أراضي الأوروغواي الحالية في عام 1516، ولكن المقاومة الشديدة للسكان الأصليين للغزو، مقترنة بغياب الذهب والفضة، حددتا الاستيطان في المنطقة خلال القرنين السادس عشر والسابع عشر. أصبحت أوروغواي منطقة خلاف بين الإمبراطوريتين الإسبانية والبرتغالية. بدأ الإسبان في عام 1603 بإدخال الماشية التي أصبحت مصدرًا للثروة إلى المنطقة. تأسست أول مستوطنة دائمة على أراضي الأوروغواي الحالية من قبل الإسبان في عام 1624 في سوريانو على نهر ريو نيغرو. بنى البرتغاليون حصنًا على ضفاف نهر ريو دي لا بلاتا بين عامي 1669 و1671.
تأسست مستعمرة كولونيا ديل ساكرامنتو في عام 1680 من قبل البرتغال، واعترض الإسبان الذين استقروا على الضفة المقابلة للنهر في بوينس آيرس على وجودها في وقت لاحق. تعرضت المستعمرة للغزو من قبل خوسيه دي غارو في عام 1680، ولكنها عادت إلى الأيادي البرتغالية في العام التالي. غزاها الإسبان مرة أخرى في مارس عام 1705 بعد حصار دام خمسة أشهر، واستعادتها البرتغال في النهاية في معاهدة أوتريخت. حاولت إسبانيا استعادة المستعمرة خلال الحرب الإسبانية البرتغالية في عام 1735. استمرت ملكية المستعمرة بالتنقل من يد إلى أخرى بسبب معاهدات مثل معاهدة مدريد عام 1750 ومعاهدة سان إلديفونسو عام 1777 حتى استقرت تحت يد الإسبان.

### الضم والاستقلالية
شن خوسيه جيرفاسيو أرتيغاس، الذي أصبح بطل أوروغواي الوطني، ثورة ناجحة ضد إسبانيا في عام 1811، وهزم القوات الإسبانية في 18 مايو في معركة لاس بيدراس. حرر بعدها مونتفيدو من السيطرة المركزية لبوينس آيرس، وأعلن في عام 1815 نشوء الرابطة الفيدرالية. غزت القوات البرازيلية الباندا الشرقية (أوروغواي الحالية) في أغسطس عام 1816 بنية تدمير الرابطة الفيدرالية. احتلت القوات البرازيلية -بفضل تفوقها العددي والمادي- مونتفيدو في 20 يناير عام 1817، وهزمت أرتيغاس في معركة تاكواريمبو بعد صراع استمر مدة ثلاث سنوات في الريف.
ضمت البرازيل الباندا الشرقية في عام 1821 تحت اسم محافظة سيزبلاتين. ردت مجموعة الشرقيين الثلاثة والثلاثين -بقيادة خوان أنطونيو لافاليخا- على ذلك بإعلانها الاستقلال عن البرازيل في 25 أغسطس عام 1825، وذلك بدعم من اتحاد محافظات ريو دي لا بلاتا (الأرجنتين الحالية). أدى هذا إلى نشوب حرب السيزبلاتين التي استمرت 500 يوم. لم يملك أي من الجانبين اليد العليا، وأعادت معاهدة مونتفيدو، التي رعتها الإمبراطورية البريطانية، أوروغواي دولة مستقلة في عام 1828.

### الحرب الأهلية في الأوروغواي
انقسم المشهد السياسي في أوروغواي بعد استقلالها عن البرازيل بين حزبين، الحزب الوطني المحافظ (الحزب الأبيض) وحزب كولورادو الليبرالي (الحزب الأحمر). قاد حزب كولورادو الجنرال فروكتوسو ريفيرا ومثّل المصالح التجارية في مونتفيدو؛ وترأس الحزب الوطني مانويل أوريبي الذي اعتنى بالمصالح الزراعية للريف وعزز سياسة الحماية.
بدأت مملكة فرنسا حصارًا بحريًا على ميناء بوينس آيرس في عام 1838، وذلك لدعم كونفدرالية بيرو وبوليفيا، التي أعلنت حرب الكونفدرالية على الكونفدرالية الأرجنتينية. طلبت فرنسا من القوات المتحالفة محاربة خوان مانويل دي روساس (حاكم الكونفدرالية الأرجنتينية) نيابة عنها، وذلك بسبب عدم قدرتها على نشر قواتها البرية. ساعدوا فروكتوسو ريفيرا على الإطاحة برئيس الأوروغواي مانويل أوريبي، الذي كان في حالة وفاق جيدة مع روساس. نُفي أوريبي إلى بوينس آيرس، وتولى ريفيرا السلطة في أكتوبر عام 1838. لم يعترف روساس بريفيرا على أنه رئيس شرعي، وسعى إلى إعادة أوريبي إلى السلطة. جهّز ريفيرا وخوان لافال القوات لمهاجمة بوينس آيرس. تدخلت القوات البريطانية والفرنسية على حد سواء، وبدأت الحرب الأهلية الأوروغوانية، أو الحرب العظمى.
هُزِم مانويل أوريبي في نهاية المطاف في عام 1851، تاركًا حزب كولورادو في حالة سيطرة كاملة على البلاد. تبعت البرازيل ذلك بالتدخل في أوروغواي في مايو عام 1851، ودعمت حزب كولورادو بالقوات المالية والبحرية. استقال روساس في فبراير عام 1852، وأنهت القوات الموالية لحزب كولورادو حصار مونتفيدو. كافأت أوروغواي الدعم المالي والعسكري للبرازيل من خلال التوقيع على خمس معاهدات في عام 1851 تنص على تحالف دائم بين البلدين. أكدت مونتفيدو حق البرازيل في التدخل في الشؤون الداخلية للأوروغواي.
سمحت المعاهدات بالملاحة المشتركة على نهر أوروغواي وروافده، وأُعفيت صادرات الماشية واللحوم المملحة من الضرائب. اعترفت المعاهدات بديون الأوروغواي للبرازيل لمساعدتها ضد الحزب الوطني، والتزام البرازيل بمنح قرض إضافي. تخلت الأوروغواي أيضًا عن مطالبها الإقليمية شمال نهر كوارايي، فقلل ذلك من مساحتها إلى حوالي 176 ألف كيلومتر مربع، واعترفت بالحق الحصري للملاحة البرازيلية في بحيرة ميرين الشاطئية ونهر جاغواراو، أي الحدود الطبيعية بين البلدين.

### حرب الباراغواي
اندلع صراع جديد بين الطرفين في عام 1855، ووصل إلى ذروته خلال حرب الباراغواي. نظم الجنرال كولورادو فينانسيو فلوريس انتفاضة مسلحة ضد رئيس الحزب الوطني في عام 1863 برناردو برودينسيو برو. حصل فلوريس على دعم البرازيل، وهذه المرة من الأرجنتين التي زودته بالقوات والأسلحة، وتحالف برو في ذلك الوقت مع زعيم باراغواي فرانسيسكو سولانو لوبيز. أُطيح بحكومة بيرو في عام 1864 بمساعدة البرازيل، فاستغل لوبيز ذلك كذريعة لإعلان الحرب على أوروغواي. بدأت بذلك حرب الباراغواي، وهي صراع دام خمس سنوات حاربت فيه جيوش الأوروغواي والبرازيل والأرجنتين باراغواي، وفاز بها فلوريس أخيرًا، ولكن فقط بسعر خسارة قُدِّر بنسبة 95% من قواته. لم يستمتع فلوريس بفوزه الثمين فترة طويلة. قُتل في نفس اليوم الذي قُتل فيه خصمه برو في عام 1868.
سئم كلا الطرفين من الفوضى، وتوصلا في عام 1870 إلى اتفاق لتحديد مجالات النفوذ. قررا أن يسيطر حزب كولورادو على مونتفيدو والمنطقة الساحلية، والحزب الوطني على المناطق الداخلية مع أراضيها الزراعية. دُفع نصف مليون دولار للحزب الأبيض لتعويضهم عن خسارة حصتهم في مونتفيدو. كان من الصعب محو عقلية الحاكم المستبد من الأوروغواي، واستمر الخلاف السياسي في بلوغ الذروة في ثورة الرماح (872-18701)، وبعد ذلك مع انتفاضة أباريسيو سارافيا، الذي أُصيب بجروح قاتلة في معركة ماسولر (1904).

### السنوات الأخيرة
وقع الرئيس البرازيلي لويس إيناسيو لولا دا سيلفا، ورئيس الأوروغواي خوزيه موخيكا في 30 يوليو عام 2010 اتفاقيات تعاون في مجالات الدفاع، والعلوم، والتكنولوجيا، والطاقة، والنقل النهري، وصيد الأسماك، وذلك على أمل تسريع التكامل السياسي والاقتصادي بين هذين البلدين المتجاورين.